# Martin Wildgruber
Martin Wildgruber (* 15. November 1951 in München) ist ein ehemaliger deutscher Fußballtrainer und -spieler.

## Spielerkarriere
Aus der Jugend des FC Bayern München hervorgegangen, rückte Wildgruber zur Saison 1971/72 in den Profikader auf und erhielt einen Lizenzspielervertrag. Bis zum Saisonende bestritt er jedoch kein einziges Bundesligaspiel, kam allerdings 1972 im DFB-Ligapokal in der Vorrunde der Gruppe 8 zum Einsatz. Am 16. August (3. Spieltag), bei der 1:4-Niederlage im Auswärtsspiel gegen den FC Bayern Hof, am 19. August (4. Spieltag) bei der 1:2-Niederlage im Heimspiel gegen den VfB Stuttgart und am 23. August beim 5:3-Sieg im Heimspiel gegen den TSV 1860 München trug er dreimal das Trikot des FC Bayern München.
In der Saison 1973/74 gehörte er dem Regionalligisten FC Bayern Hof an, mit dem er dank des 9. Tabellenplatzes die Qualifikation für die neugeschaffene Zweigleisige 2. Bundesliga schaffte und in dieser 17 Spiele bestritt. Am 18. August 1974 (3. Spieltag) debütierte er beim 4:1-Sieg im Auswärtsspiel gegen die Stuttgarter Kickers, als er in der 84. Minute für Ludwig Schuster eingewechselt wurde. Sein einziges Ligator im Profifußball erzielte er am 12. Oktober 1974 (11. Spieltag) beim 3:1-Sieg im Heimspiel gegen Borussia Neunkirchen mit dem Treffer zum zwischenzeitlichen 2:1 in der 87. Minute. Sein letztes Ligaspiel absolvierte er am 22. März 1975 (28. Spieltag) beim torlosen Unentschieden im Heimspiel gegen die SpVgg Bayreuth mit Einwechslung in der 78. Minute für Hartmut Werner. Die Premierensaison schloss er mit dem FC Bayern Hof mit dem 4. Tabellenplatz ab.

## Trainerkarriere
Nachdem er von 2001 bis 2009 Jugendtrainer und ab 2002 auch 1. Jugendleiter der SpVgg Feldmoching war, trainierte er anschließend die Fußballabteilung des Landesligisten TSV München Großhadern im Seniorenbereich.